# Horst Becker (Politiker, 1958)
 Horst Becker  (* 7. April 1958 in Stade) ist ein deutscher Politiker der Grün-Alternativen Liste (GAL).

## Leben
Nach dem Abitur in Hamburg 1977 folgte für Horst Becker von 1977 bis 1979 der Zivildienst. Anschließend studierte er an der Universität Hamburg mit dem Abschluss als Diplom-Psychologe und arbeitet danach als selbstständiger Immobilienverwalter. Zudem war er in den Jahren 1986 bis 1996 freiberuflich als Psychotherapeut tätig. Er ist verheiratet und hat drei Kinder.
In der GAL ist Becker seit 1986 aktiv tätig und saß zuerst für seine Partei im Ortsausschuss Hamburg-Stellingen und ab 1991 in der Bezirksversammlung Eimsbüttel. Dort wurde er 2004 Vorsitzender der grünen Bezirksfraktion.
Von 2008 bis 2011 vertrat er als Wahlkreisabgeordneter den Wahlkreis Stellingen – Eimsbüttel-West in der Hamburgischen Bürgerschaft. Dort war er Fachsprecher für die Bereiche Stadtentwicklung, Sport und Bezirke. Zudem saß er für seine Fraktion im Sportausschuss,
Stadtentwicklungsausschuss sowie im Verfassungs- und Bezirksausschuss. Auf den Seiten der GAL-Hamburg schrieb er vor der Bürgerschaftswahl 2008 über Spekulationen, die eine Koalition mit der CDU voraussagten: „Ich bin ein strikter Gegner einer schwarz-grünen Koalition und wurde von meiner Partei ausdrücklich mit dieser Aussage als Direktkandidat für den Wahlkreis 6 nominiert.“